# Кулакийска кула
Кулакийската водна кула (на гръцки: Πύργος της Χαλάστρας) е водонапорна, а по-късно часовникова кула в солунското градче Кулакия (Халастра), Гърция.

## Местоположение
Кулата е разположена на главния площад на градчето „Елевтерия“.

## История
Издигната е в 1955 година при кмета Андонис Гумас и въпреки реакциите, че в центъра на града се издига грозна конструкция, в чест на събитието градчето е прекръстено от Халастра на Пиргос, тоест Кула. Висока е 25 m и има за цел да задоволява нуждите от вода на селището. От 70-те години, поради смяна на начина на водоснабдяване, кулата престава да се използва за целта, за която е издигната. На първия етаж се помещават офисите на местния футболен отбор Камбаниакос. По време на кметуването на Никос Кравас върху резервоара са поставени големи часовници и кулата е превърната в часовникова.
В 2000 година кулата е реставрирана.